# Якірний пристрій

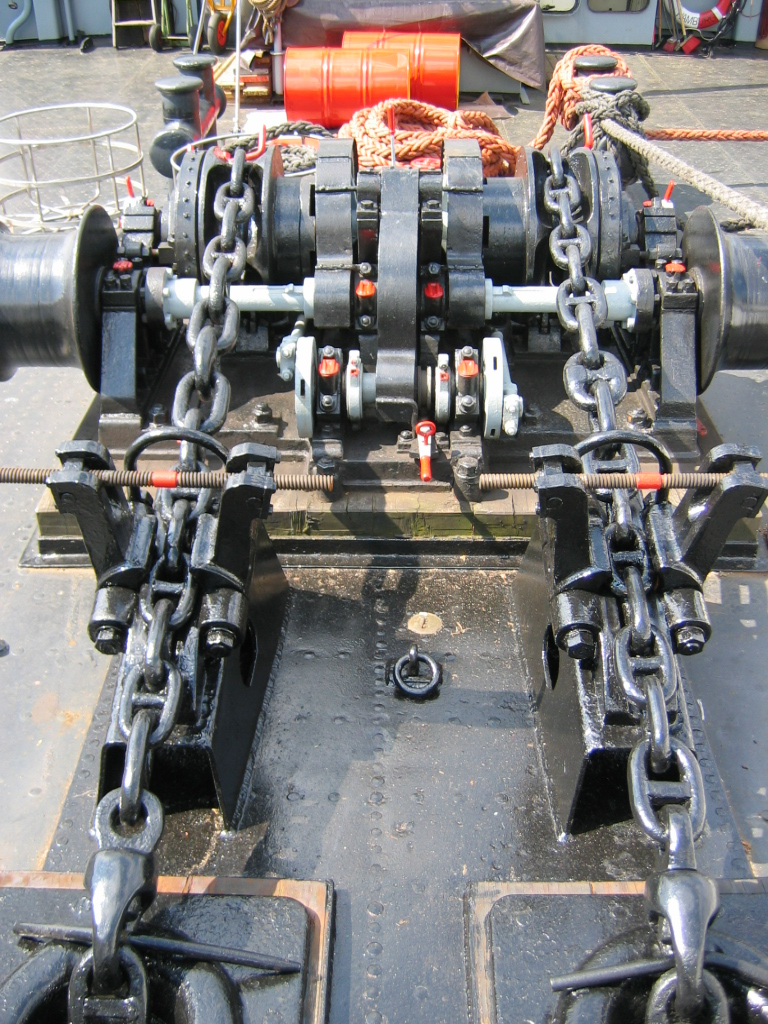
Деякі елементи якірного пристрою: ланцюги, брашпиль, гвинтові стопори, ланцюгові клюзи.

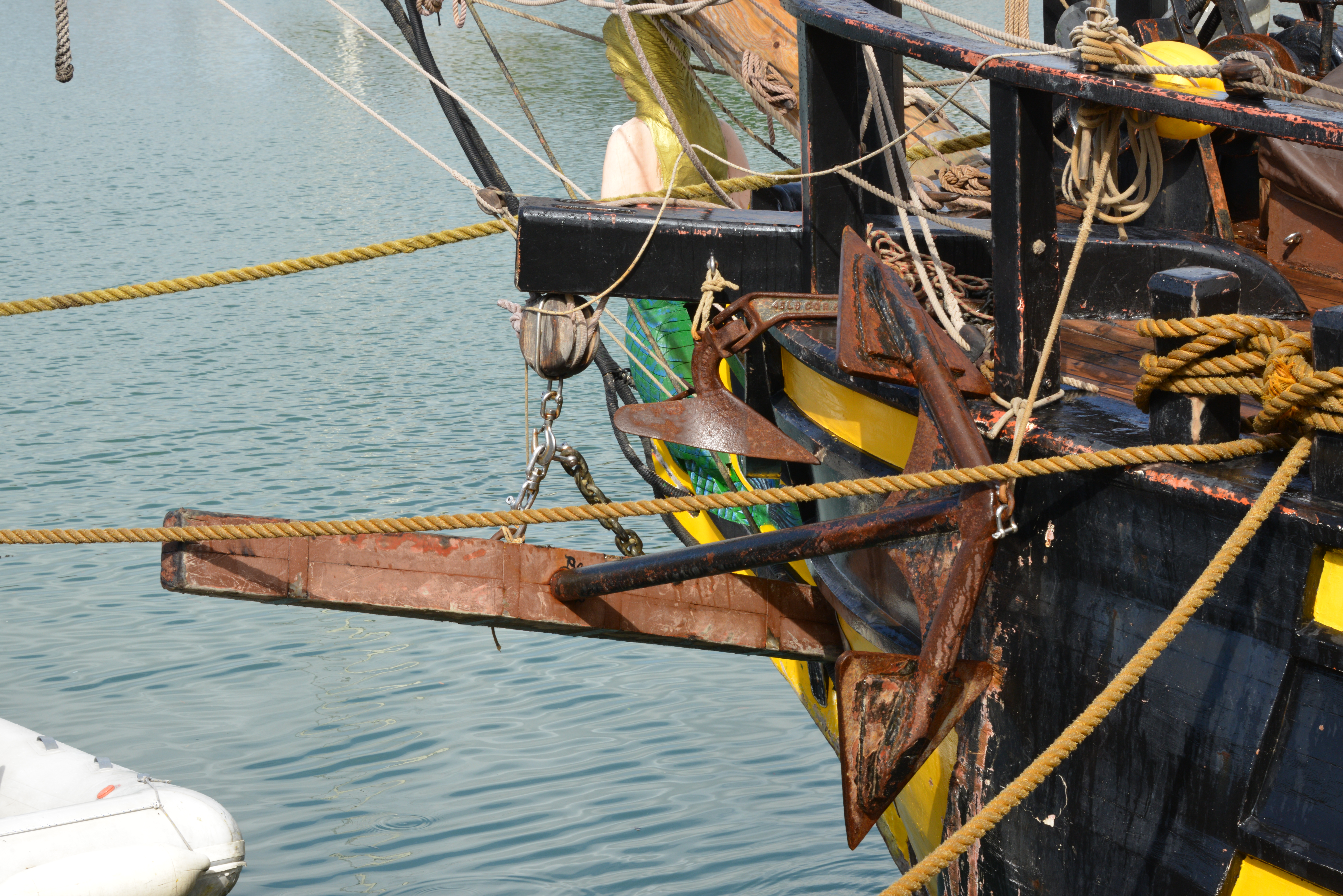
Якір у горизонтальному положенні, підвішений за тренд на рустові, бриг La Grace

Кат-балка, кат-талі з гакаблоком і якірна машинка

Якірний пристрій — судновий пристрій, що служить для утримання судна на місці під час стоянки в стороні від берега. Складається зі станових якорів, допоміжних якорів (верпів, кішок), якірних ланцюгів, механізмів підйому/спуску (шпилів, брашпилів, лебідок), якірних клюзів (або кіпових планок), якірних стопорів і ланцюгового ящика. Керування якірним пристроєм на сучасних суднах часто частково або повністю здійснюється з ходового містка або з рубки.
Являє собою комплекс механізмів і пристосувань для віддачі і підйому якорів, їх кріплення на судні і утримання якірного ланцюга при стоянці корабля на якорі. Крім того, окремі елементи якірного пристрою (шпилі, брашпилі, лебідки, стопори) використовуються також при швартуванні і буксируванні (тобто водночас є складовими швартовного і буксирного пристроїв). Зазвичай судно має носовий і кормовий якірний пристрій.
Кріплення якоря до судна здійснюється за допомогою якірного ланцюга (рідше каната), що проходить через якірний клюз у борті (іноді ще в палубі), і далі проходить через стопор на підйомний механізм (шпиль, брашпиль, лебідку), а з нього — через ланцюговий клюз (у вигляді труби з розтрубами вгорі і внизу, він служить для вільного руху ланцюга) спускається в ланцюговий ящик, де кріпиться до судна жвака-галсом. Після підйому чи віддачі якоря його ланцюг надійно закріпляють стаціонарним стопором. Для робіт з якірним ланцюгом (розтягання по палубі, вийманні з ланцюгового ящика) використовується абгалди́р — залізний прут (або відрізок троса, ланцюга) з гаком.
Історично вибирання якірного каната здійснювалося за допомогою ручного шпиля, який обертали матроси за допомогою вимбовок. На галерах вибирання якірних канатів проводилося силами веслярів. Канат обмотувався навколо барабана шпиля, і укладався в канатний ящик (із заміною канатів на ланцюги ящики стали називатися, відповідно, ланцюговими). Піднятий якір підтягався до клюза. Оскільки всі використовувані тоді якорі були зі штоками, і не могли увійти веретеном у клюз, то після виходу з води їх підтягали до борту катом (сталевим горденем зі шкентелем і гаком) і кат-талями на кат-балці (це називається «взяти на кат»). У піднятому положенні якір утримувався за скобу коротким тросом чи ланцюгом — пертулінем. У горизонтальне положення веретено приводилося за допомогою фіш-талів, які закладалися за лапи і підіймалися на фіш-балці, в цьому положенні він кріпився за лапи (чи тренд) тросом чи ланцюгом — рустовом (це називається «взяти на рустов»), шток підтягали до борту анкершток-талями, а одна з лап впиралася на виступ у борті — якірну подушку (для кріплення по-похідному якір кріпили найтовом до кнехтів або бітенгів). Для віддавання якоря було потрібно спочатку зняти найтови, потім віддати рустов, перевівши якір у вертикальне положення під кат-балкою, і нарешті віддати пертулінь. У XIX столітті для одночасного звільнення якоря від пертуліня і рустова став застосовуватися пристрій — так звана «якірна машинка»: закріплений у двох скобах горизонтальний стрижень, на два виступи якого надівали ланцюгові пертулінь і рустов; поворотом стрижня навколо осі можна було повернути виступи донизу, звільнивши тим самим кріплення.
Зі збільшенням розмірів кораблів збільшувалися розміри якорів і відповідно товщина їхнього каната (ланцюга), внаслідок чого намотування його на барабан кабестана ставало проблематичним. Окрім того, канат після виймання з води був мокрим, що також утрудняло роботу з ним. Для уникнення цих незручностей був винайдений так званий «кабаляр» чи «кабаляринг» (від англ. cable ring — «канатне кільце»; у самій англійській мові пристрій називається messenger — «посильний, посередник»). Він складався із нескінченного троса чи ланцюга, обмотаного навколо барабана кабестана. Якірний ланцюг чи канат кріпився до кабаляра мотузками чи затискачами. Після підйому якоря кабаляр від'єднувався (при належній вправності це можна було здійснювати без зупинки кабестана).